# Haravesnes
Haravesnes ist eine französische Gemeinde mit 52 Einwohnern (Stand 1. Januar 2022) im  des Départements Pas-de-Calais. Sie gehört zum Arrondissement Arras, zum Kanton Auxi-le-Château und zum Gemeindeverband Ternois.

## Lage
Die Gemeinde Haravesnes liegt auf einem Plateau zwischen den Flusstälern von Canche und Authie am Südrand des Artois, 32 Kilometer nordöstlich von Abbeville. Nachbargemeinden von Haravesnes sind Fillièvres im Nordosten, Buire-au-Bois im Südosten, Vaulx im Südwesten sowie Quœux-Haut-Maînil im Nordwesten.

## Bevölkerungsentwicklung
| Jahr                       | 1962 | 1968 | 1975 | 1982 | 1990 | 1999 | 2006 | 2012 | 2022 |
| -------------------------- | ---- | ---- | ---- | ---- | ---- | ---- | ---- | ---- | ---- |
| Einwohner                  | 93   | 80   | 71   | 59   | 45   | 36   | 44   | 49   | 52   |
| Quellen: Cassini und INSEE |      |      |      |      |      |      |      |      |      |

## Sehenswürdigkeiten

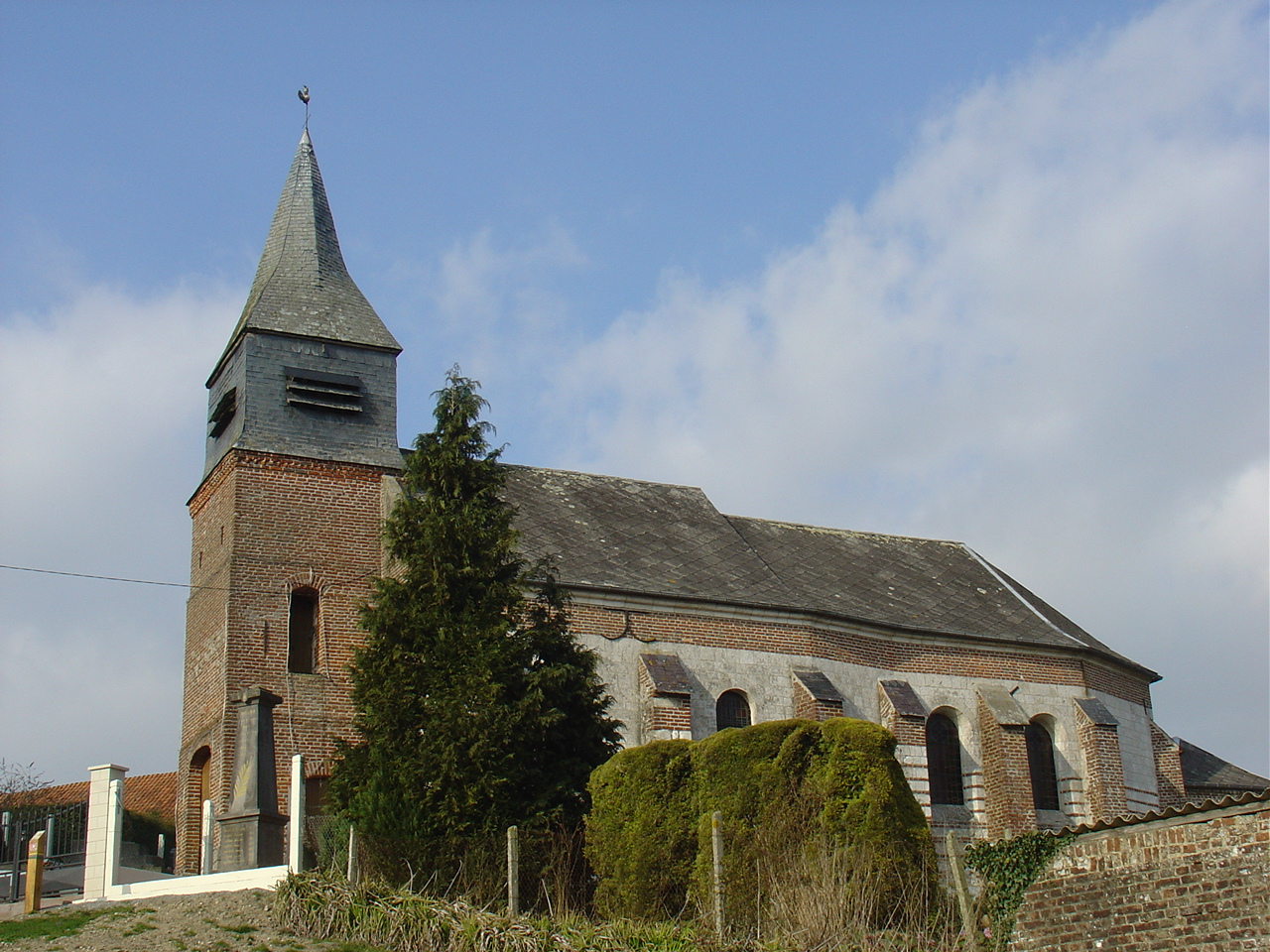
Kirche Notre-Dame
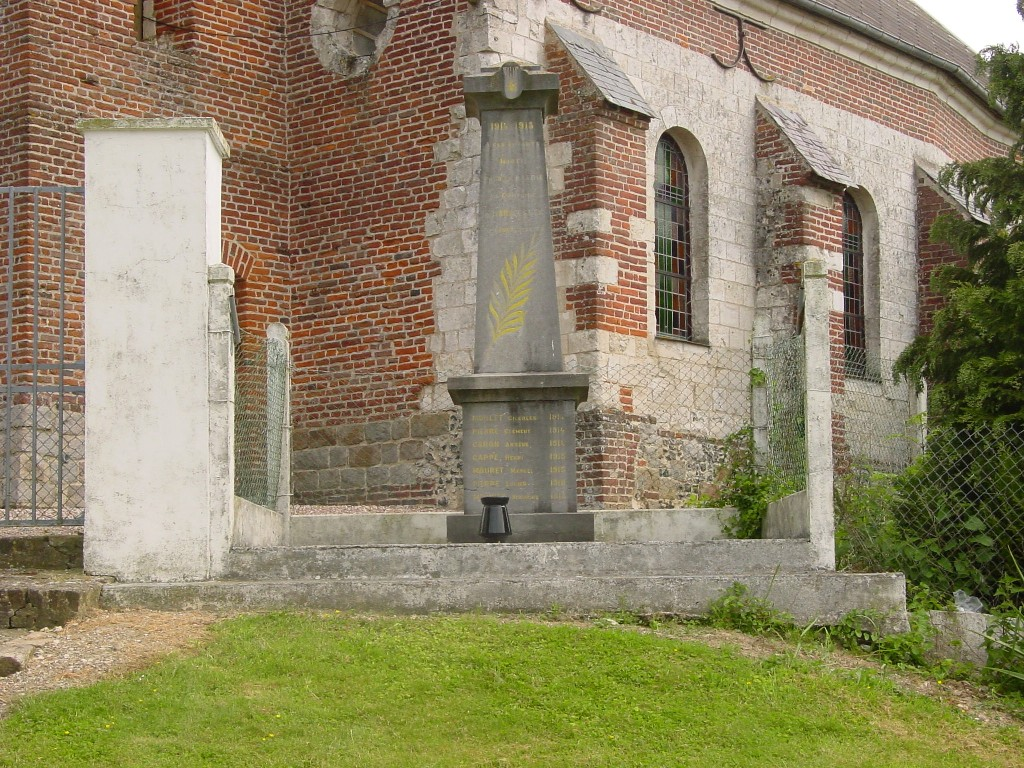
Gefallenendenkmal

- Kirche Notre-Dame
- Gefallenendenkmal